# Општина Подунавље
Општина Подунавље је бивша градска општина Новог Сада. Постојала је од 1980. до 1989. године. Захватала је територију од 152 km², а од ње је по пространству била већа само градска општина Славија.

## Положај општине
Општина се налазила у југозападном делу данашњег општинског подручја града Новог Сада, између градске општине Детелинара (на североистоку), градске општине Лиман (на истоку), градске општине Петроварадин (на југоистоку), општине Беочин (на југу) и општине Бачки Петровац (на северозападу). Назив општине долази од чињенице да је иста била лоцирана уз реку Дунав.

## Насеља
Општина је обухватала четири насељена места:
- Нови Сад (југозападни део)
- Ветерник
- Футог
- Бегеч

У делу Новог Сада који се налазио у саставу општине биле су следеће градске четврти:
- Ново Насеље
- Сателит
- Телеп
- Адице (тада у саставу Ветерника)

Седиште општине налазило се на Новом Насељу.

## Етнички састав
Према попису из 1981. године, у општини Подунавље је живело 56.964 становника, од чега: 
- Срба = 35.271
- Мађара = 7.723
- Југословена = 6.999
- Хрвата = 1.757

Српско становништво је преовлађивало у сва четири насељена места општине (Новом Саду, Ветернику, Футогу, Бегечу), док је у новосадском насељу Телеп у знатном броју било заступљено мађарско становништво, а у насељу Адице ромско становништво. 

## Историјат
Градска заједница Новог Сада са седам општина (Стари Град, Подунавље, Лиман, Славија, Петроварадин, Детелинара, Сремски Карловци) основана је Законом о изменама и допунама Закона о утврђивању територија општина, који је скупштина САП Војводине донела 1. јула 1980. године.
Оснивање више општина требало је да омогући грађанима да лакше и непосредније остварују своја права, да се ефикасније управља подручјем и обезбеђује сигурнији развој, у привредном, саобраћајном, здравствено-социјалном и посебно комуналном погледу, као и да се унапређује друштвени, просветно-културни и спортски живот. 
Општине су имале своје биране скупштине и извршна већа, а такође и секретаријате за привреду, саобраћај, комуналне делатности, просвету, културу, здравство, итд. Општина Подунавље је, као и друге општине у Градској заједници, функционисала до 31. децембра 1989, када је новим законом та административно-територијална подела укинута, а од засебних градских општина формирана је јединствена општина Нови Сад.

## Привреда
У саставу општине (на Новом Насељу, Телепу и Сателиту) постојала је индустријска зона под називом Радна зона запад, у којој је деловало неколико значајних предузећа, као што су „Југоалат“, „Југодент“, „Дунав“, „Минаква“, „Новитет“, „Јавно Градско Саобраћајно Предузеће“, итд. 

## Образовање
Поред неколико основних школа, на територији општине (у насељу Футог) се налазила и средња пољопривредна школа.

## Спорт
На територији општине деловали су фудбалски клубови Младост (на Сателиту) и Ветерник (у Ветернику).